# Гајзелвинд
Гајзелвинд (њем. Geiselwind) град је у њемачкој савезној држави Баварска. Једно је од 31 општинског средишта округа Кицинген. Према процјени из 2010. у граду је живјело 2.414 становника. Посједује регионалну шифру (AGS) 9675127.

## Географски и демографски подаци
Гајзелвинд се налази у савезној држави Баварска у округу Кицинген. Град се налази на надморској висини од 345–442 метра. Површина општине износи 48,8 km². У самом граду је, према процјени из 2010. године, живјело 2.414 становника. Просјечна густина становништва износи 49 становника/km².